# シャヘド171シームルグ
シャヘド171シームルグ
S-171
- 用途：UCAV
- 製造者：シャヘド航空産業
- 運用者： IRGC AF
- 初飛行：2014年[1]
- 生産開始：2010年代
- 運用状況：現役
- ユニットコスト：$1.000.000

シャヘド171シームルグ（Shahed 171 Simorgh、S-171とも）は、シャヘド航空産業が製造するイラン製のジェット推進全翼型無人戦闘航空機（UCAV）。
この機体は2011年にイランによって鹵獲されたアメリカ合衆国製のRQ-170をリバースエンジニアリングしたものを基にして、誘導ミサイルを搭載できるように改変したものである。本機はより小型で、しばし混同されるサーエゲとともにRQ-170を基にしたイラン製の2機種の全翼UAVの1種である。「シームルグ」はペルシャ神話の慈悲深い鳥である、パフラヴィー語の sēnmurw に由来するペルシャ語である。

## 設計
シームルグはRQ-170をリバースエンジニアリングしたものである。詳細不明な複数のバリエーションがあるが、そのうちの一つはミサイル4発を搭載する無人戦闘航空機となっている。ある著者は、この機体がほとんどがグラスファイバーで作られた粗雑なモクアップだと述べている
。
2020年のゾルファガー99合同演習では実弾とともに使用された。

## 運用状況

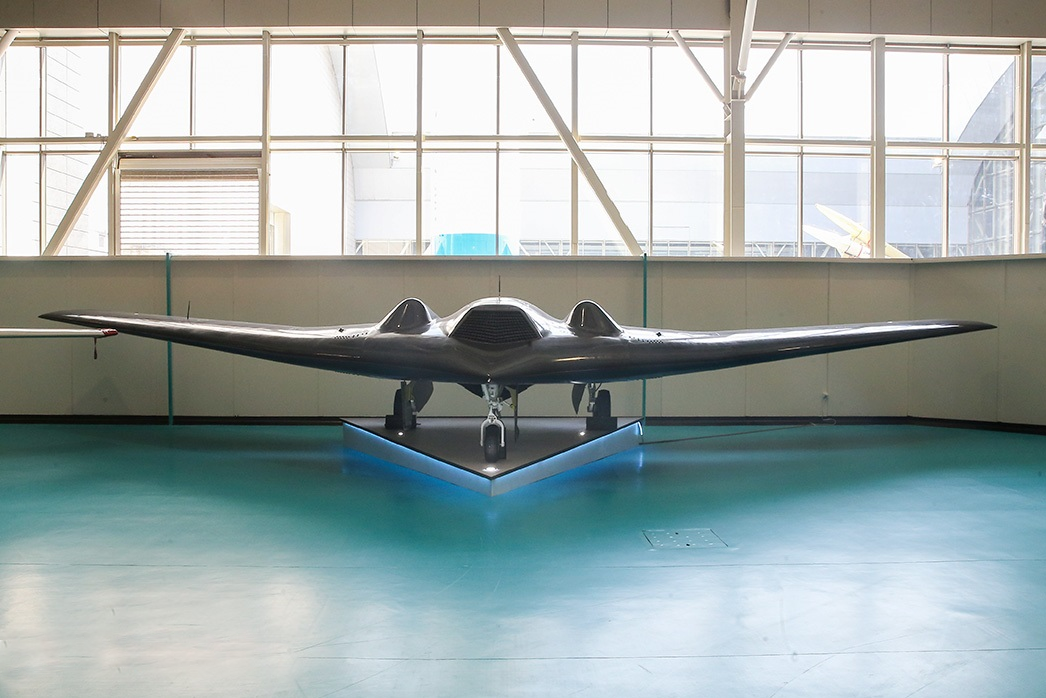
シャヘド171

アメリカ合衆国政府によれば、イマームホセイン大学に関連する企業、パラヴァル・パルス社がシャヘド171のリバースエンジニアリング、研究、開発および製造に関与している。
2014年時点で2機が製造中だった。2014年に、イランは2015年3月までに4機を配備すると発表した。
このUAVは2015年5月に初めて目撃され、2016年10月にイランのテレビで飛行する姿が公開された。ジェーンのアナリストは、このUAVがカシャン空軍基地に配備されたと見ている。
2018年5月時点でシームルグの実運用は確認されておらず、計画は廃棄されたものと見なされている。
一部の情報源は2018年2月 イスラエル・シリア衝突で1機のシャヘド171が撃墜されたと報じているが、酷似したサーエゲだった可能性が高い。

## 運用者
イラン
- イスラム革命防衛隊航空宇宙軍（英語版）

### 関連機体
- ロッキード・マーティン RQ-170 センチネル
- サーエゲ (無人航空機)

### 用途、構成、時代が類似した航空機
- ノースロップ・グラマン RQ-180（英語版）
- ミコヤン スキャット
- スホーイ オホートニク
- ノースロップ・グラマン バット（英語版）